# Костомукса (озеро)
Костомукса — пресноводное озеро на территории Поросозерского сельского поселения Суоярвского района Республики Карелии.

## Физико-географическая характеристика
Располагается на высоте 179,6 метров над уровнем моря.
Форма озера треугольная, продолговатая: оно почти на полтора километра вытянуто с северо-запада на юго-восток. Берега каменисто-песчаные, преимущественно возвышенные.
Через озеро течёт река Ирста, впадающая в озеро Саариярви, через которое протекает река Тарасйоки, являющаяся притоком реки Шуи.
По центру озера расположен один относительно крупный (по масштабам водоёма) остров без названия.
На северном берегу озера расположен одноимённый с озером посёлок, через который проходит шоссе 86К-14 («Суоярви — Юстозеро — (через Поросозеро) — Медвежьегорск»). К востоку от озера проходит линия железной дороги Суоярви — Поросозеро.

## Панорама

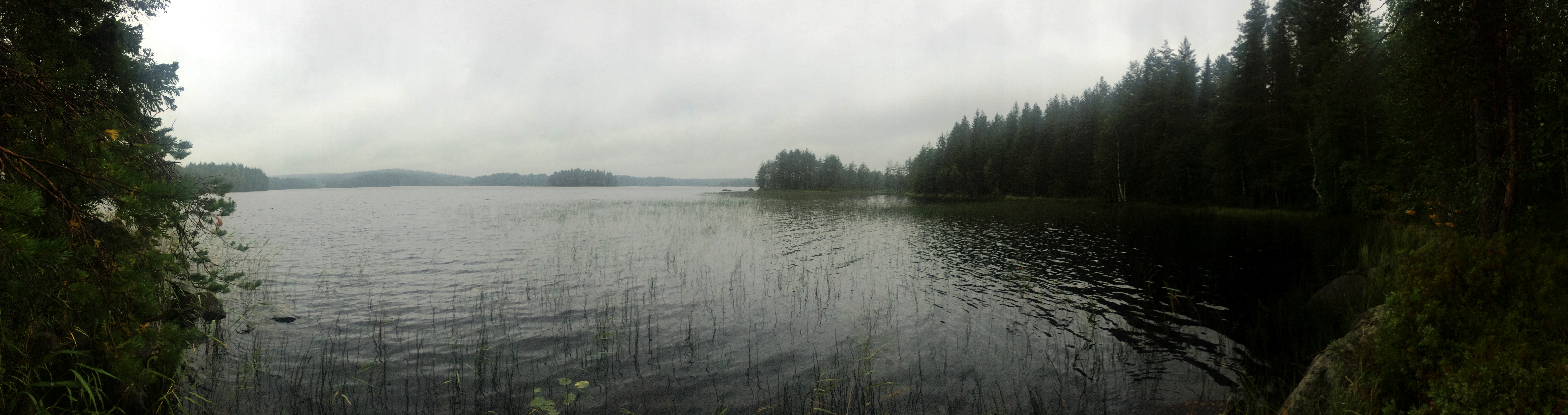
Панорама